# Ophelia (måne)
 For alternative betydninger, se Ophelia. (Se også artikler, som begynder med Ophelia)
Ophelia er en af planeten Uranus' måner: Den blev opdaget den 20. januar 1986 ved hjælp af billeder fra rumsonden Voyager 2, og fik lige efter opdagelsen den midlertidige betegnelse S/1986 U 8. Senere har den Internationale Astronomiske Union vedtaget at opkalde den efter Polonius' datter Ophelia i William Shakespeares Hamlet. Ophelia kendes desuden også under betegnelsen Uranus VII (VII er romertallet for 7).
Ophelias kredsløb ligger lige uden for den såkaldte epsilon-ring i Uranus' system af planetringe. Månen fuldfører et omløb hurtigere end Uranus når at dreje én gang omkring sig selv. Konsekvensen er, at tidevandskræfterne tvinger Ophelia til at kredse gradvist tættere og tættere omkring Uranus, og engang i fremtiden ender det med at Ophelia falder ned i Uranus' atmosfære.